# Лонцих, Павел Абрамович
Па́вел Абра́мович Ло́нцих — российский учёный, работающий в области проблем динамики, управления колебаниями в различных целях, заведующий кафедрой теоретической механики Иркутского национального исследовательского технического университета.

## Биография
Родился 6 апреля 1947 года. Учился в 11-й средней школе Иркутска. В 1970 году окончил Иркутский политихнический институт с красным дипломом инженера-механика по самолётостроению. После вуза работал инженером-конструктором в иркутском филиале НИИ авиационных технологий. В 1971 году поступил в аспирантуру Иркутского политехнического института, в 1975 году под руководством профессора С. В. Елисеева защитил кандидатскую диссертацию, посвящённую изучению активных пневматических виброзащитных систем.
Основные работы посвящены проблемам динамики, управления колебаниями в различных целях, и стали основной темой докторской диссертации, в которой исследовались проблемы обеспечения качества и динамические параметры качества машиностроительного производства. Некоторые результаты исследований в этом направлении были с рассмотрены во время научной стажировки в Польшу в 1977—1978 годы, опубликованные в изданиях Польской академией наук.
В 1986 году становится заведующим кафедрой теоретической механики. С октября 2006 года является руководителем иркутского филиала органа по сертификации Ассоциация по сертификации «Русский Регистр».
С 2010 года — председатель диссертационного совета ДМ 212.073.08 по специальности 08.00.05 — «Экономика и управление народным хозяйством (управление инновациями; стандартизация и управление качеством продукции)» на базе ИРНИТУ.

## Научная и педагогическая деятельность

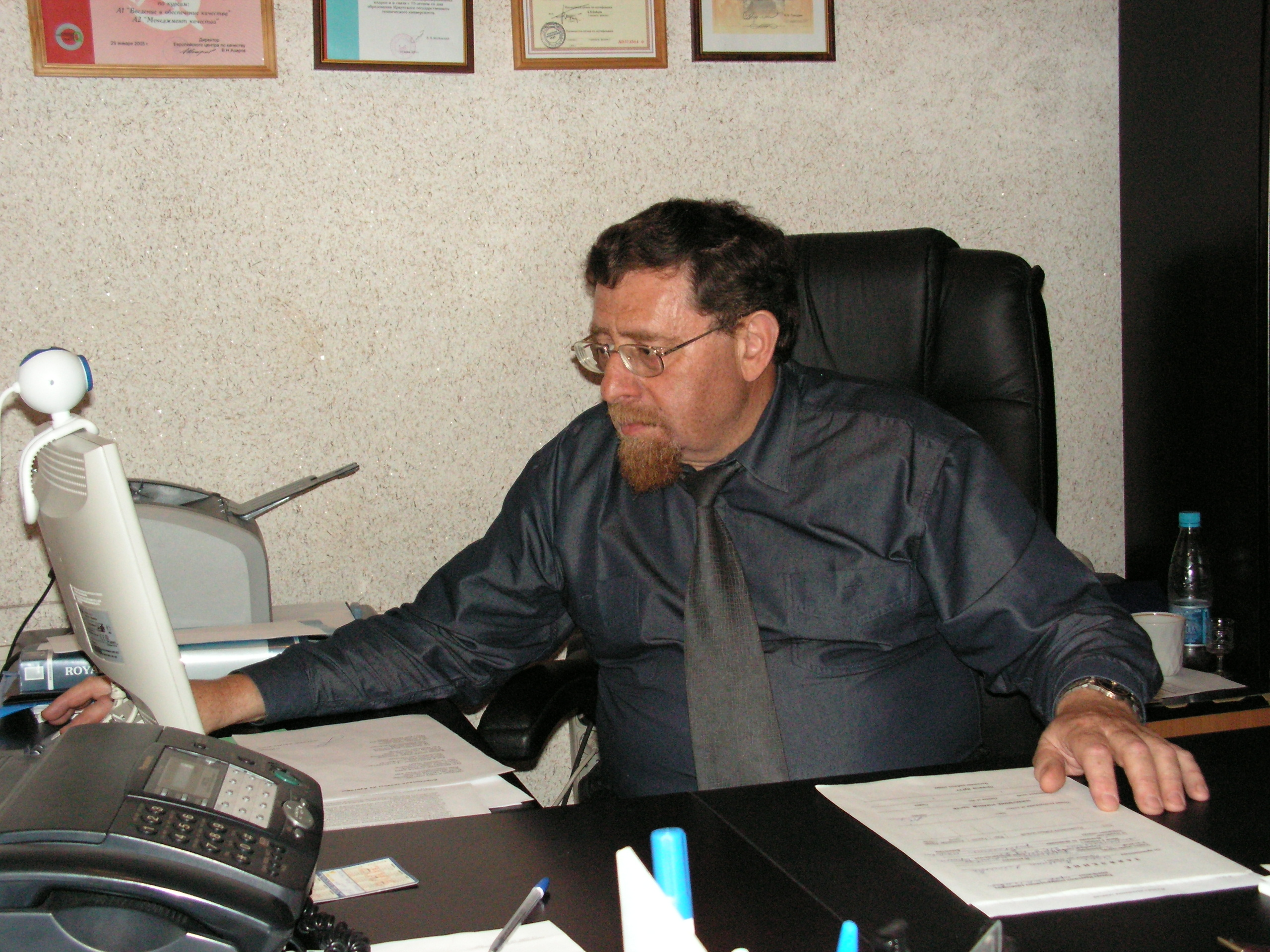
Лонцих П. А. фото

Является членом научно-методического совета по теоретической механике при Минобразования и науки РФ. На кафедре теоретической механики ИРНИТУ его руководством действует аспирантура по направлениям 08.00.05 и 05.02.23 — стандартизация и управление качеством продукции, в течение ряда лет кафедра принимала участие в выполнении федеральных программ, организованных министерством образования и науки, в том числе:
1. Динамика виброактивных систем и управление техническим состоянием машин по результатам вибродиагностики. Проект ИрГТУ, 2000 г.
2. Динамика виброактивных систем и синтез систем виброизоляции технологического оборудования обогатительного производства. Проект ИрГТУ, 2002 г.

В 2010 году был назначен председателем объединённого диссертационного совета в ИрГТУ (ныне ИРНИТУ) по специальности 212.073.08, также является членом диссертационного совета по рассмотрению докторских диссертаций по специальностям 05.02.08 «Технология машиностроения» и 05.03.01 «Технологии и оборудование механической и физико-технической обработки».
В 2004 году инициировал и провёл работу по лицензированию в Минобразования и науки ИрГТУ на право ведения образовательной деятельности по направлению 220500 «Управление качеством».
Соавтор более 90 научных трудов, в том числе, 12 монографий. Соавтор 5 изобретений (в том числе — «динамический гаситель вертикальных колебаний»). В 2005 году за работу «Синтез систем управления качеством и разработка систем виброударозащиты и диагностики» Лонциху с соавторами (заведующим кафедрой физики ИрГТУ Николаем Коноваловым и аспирантом Александром Шулешко) была вручена премия губернатора Иркутской области по науке и технике.

## Научные публикации
Является автором более 70 научных трудов, в том числе, 10 монографий.
Библиография (выборочно):
- П. А. Лонцих. Динамическое гашение крутильных колебаний //Zagadnienia drgan nieliniowych: Polska Akademia nauk, № 20.-Warszawa,1979.-S.71-76.
- П. А. Лонцих. Tlumenie drgan mechanicznych robotow przemyslowych (Демпфирование механических колебаний промышленных роботов). // Przeglad mechaniczny. № 24.Обзор механики. — Варшава, 1990.- С.34-42.
- В. Л. Вейц, Д. В. Васильков, П. А. Лонцих. Динамика стопорных режимов в приводах станков. — Санкт-Петербург, 1999.- 202 с.
- В. Л. Вейц, В. В. Максаров, П. А. Лонцих. Динамические процессы, оценка и обеспечение качества технологических систем механической обработки.- Иркутск: ИрГТУ, 2001.- 199с.
- В. Л. Вейц, А. Е. Кочура, П. А. Лонцих. Структурированные модели и методы расчета сложных управляемых систем в технике и экономике. — Ростов-на-Дону.- 2002. −200 с.
- П. А. Лонцих, А. Н. Шулешко. Защита технологических машиностроительных систем и оборудования от вибраций и ударов. — Иркутск, 2002.-178с
- П. А. Лонцих Обеспечение качества и управление динамическими процессами технологических систем.- Ростов-на- Дону, 2003.- 236 с.
- П. А. Лонцих, В. Л. Вейц, А. Н. Шулешко Системы управления качеством и оптимизация инструментов качества. — Иркутск, 2007.-248с.
- П. А. Лонцих ,А. Н. Шулешко, Марцынковский Дм. А. Управление качеством. Прогнозирование риск-менеджмент, оптимизация. Монография. Изд -во Lambert Academic Publishing, 2011. — 301 с. Германия.
- Н. В. Луцкая , П. А. Лонцих Аутсорсинг в России и США (Обзор тенденций и перспектив аутсорсинга). Вестник ИрГТУ 2012. № 8 (67). С. 193—199.